# HMS Conqueror (1969)
HMS Conqueror (S48) – brytyjski okręt podwodny o napędzie atomowym, trzecia jednostka typu Valiant. Okręt wziął udział w wojnie o Falklandy, gdzie zatopił argentyński krążownik ARA „General Belgrano”. Jest to jedyny okręt podwodny z napędem atomowym, który zatopił wrogą jednostkę.

## Historia
Stępkę pod budowę HMS „Conqueror” położono  w stoczni Cammell Laird 5 grudnia 1967 roku. Wodowanie nastąpiło 18 sierpnia 1969, wejście do służby 9 listopada 1971 roku. Głównym zadaniem okrętu miało być zwalczanie żeglugi i okrętów podwodnych nieprzyjaciela. W czasie pokoju zadania okrętu ograniczono do śledzenia aktywności radzieckich okrętów podwodnych, w szczególności tych uzbrojonych w pociski balistyczne.
3 kwietnia 1982 roku, po wybuchu wojny o Falklandy-Malwiny, okręt pod dowództwem Christophera Wreford-Browna skierowano w rejon spornych wysp, gdzie dotarł 21 dni później. Jego głównym zadaniem było śledzenie ruchów argentyńskich sił morskich, w szczególności lotniskowca „Veinticinco de Mayo”. 30 kwietnia „Conqueror” zlokalizował na południe od wysp argentyński krążownik „General Belgrano”. Krążownik pozostawał poza zastrzeżoną przez Royal Navy strefą, jednak stwarzał potencjalne zagrożenie dla brytyjskich okrętów. W tym samym czasie na północ od Falklandów znajdował się lotniskowiec „Veinticinco de Mayo”. W tej sytuacji brytyjski admirał Sandy Woodward, obawiając się ataku krążownika z południa i lotniskowca z północy, wystąpił do rządu Wielkiej Brytanii o zgodę na zaatakowanie krążownika.
Pomimo wątpliwości co do intencji argentyńskiego okrętu, „Conqueror” otrzymał z centrum dowodzenia Northwood w Wielkiej Brytanii rozkaz zatopienia wrogiej jednostki. 2 maja „Conqueror” wystrzelił 3 pochodzące z czasów II wojny światowej torpedy Mark VIII, z których dwie trafiły w cel. „General Belgrano” zatonął w ciągu 20 minut. Z załogi okrętu zginęły trzysta dwadzieścia trzy osoby. Po zakończeniu wojny, wracając do macierzystego portu, „Conqueror” wywiesił banderę Jolly Roger, która była znakiem odniesionego zwycięstwa.
Operacja okrętu w ramach dalekiej eskorty dla sił zadaniowych operujących w rejonie Falklandów, doskonale zilustrowała potencjał okrętów podwodnych w zakresie zadań eskortowych. Zatopienie argentyńskiego krążownika i samo-blokada w porcie argentyńskiego lotniskowca „Veinticinco de Mayo” jaka nastąpiła w jego efekcie, unaoczniła jak efektywne mogą być okręty podwodne w wykonywaniu misji eskortowych.
Później Conqueror wsławił się operacją specjalną polegającą na wykradzeniu (odcięciu pod wodą) radzieckiego sonaru ciągnionego za okrętem. Analiza budowy sonaru wykazała, że była to kopia sonaru zbudowanego przez USA i używanego także w marynarce brytyjskiej.
Okręt został wycofany ze służby 2 sierpnia 1990 roku i oczekuje na złomowanie. Peryskop okrętu trafił do Royal Navy Submarine Museum w Gosport.